# Бархатовское сельское поселение (Тюменская область)
Бархатовское се́льское поселе́ние — муниципальное образование в Исетском районе Тюменской области Российской Федерации.
Административный центр — село Бархатово.

## История
Статус и границы сельского поселения установлены Законом Тюменской области от 5 ноября 2004 года № 263 «Об установлении границ муниципальных образований Тюменской области и наделении их статусом муниципального района, городского округа и сельского поселения».

## Население
| 2010  | 2011  | 2012  | 2013  | 2014  | 2015  | 2016  |
| ----- | ----- | ----- | ----- | ----- | ----- | ----- |
| 1137  | ↗1138 | ↘1130 | ↗1146 | ↗1147 | ↗1179 | ↗1180 |
| 2017  | 2018  | 2019  | 2020  | 2021  |       |       |
| ↘1172 | ↘1168 | ↘1141 | ↘1124 | ↗1164 |       |       |

## Состав сельского поселения
| № | Населённый пункт | Тип населённого пункта       | Население |
| - | ---------------- | ---------------------------- | --------- |
| 1 | Бархатово        | село, административный центр | 707       |
| 2 | Гаева            | деревня                      | 302       |
| 3 | Турушево         | деревня                      | 128       |